# آرشي د. ساندرز
آرشي د. ساندرز (بالإنجليزية: Archie D. Sanders)‏ هو سياسي أمريكي، ولد في 17 يونيو 1857 في الولايات المتحدة، وتوفي في 15 يوليو 1941 في نفس البلد. حزبياً، نشط في الحزب الجمهوري. وقد انتخب عضو جمعية ولاية نيويورك وانتخب عضو مجلس ولاية نيويورك وانتخب عضو مجلس النواب الأمريكي.